# Bourguyia albiornata
Bourguyia albiornata is een hooiwagen uit de familie Gonyleptidae. De wetenschappelijke naam van Bourguyia albiornata gaat terug op Mello-Leitão.